# Saasaig
Saasaig (Schots-Gaelisch: Sàsaig) is een dorp op het eiland Skye in de Schotse lieutenancy Ross and Cromarty in het raadsgebied Highland.